# 박상일
박상일(朴湘一 / 朴相一, 1943년 11월 29일 ~ 2021년 5월 9일)은 대한민국의 성우이다. 1965년 KBS 8기 공채 성우로 데뷔하여 활동하였다.

## 사망
- 2021년 5월 9일에 췌장암으로 인해 별세했다.

## 출연 작품

### 애니메이션
- 2020년 우주의 원더키디 (KBS) - 선장
- 기갑전사 걸키버 (투니버스) - 요마
- 꾸러기 로보컴 (KBS) - 스프링거 / 김 회장
- 꾸러기 수비대 (KBS) - 드라고 / 빛의 신 코로나
- 뚝딱박사 핌 (KBS) - 수박 시장
- 로미오X줄리엣 (애니맥스) - 몬태규
- 롤러왕 파워킹 (SBS) - 박사
- 만능 수리공 매니 (EBS) - 터너
- 말괄량이 삼총사 (KBS) - 제리
- 명탐정 코난 (투니버스) - 홈즈(16기 29화), 고달영(16기 30화)
- 몬스터 팜 (SBS) - 무
- 몬타나 존스 (MBC) - 제로경
- 무적캡틴 사우루스 (KBS) - 털보 장군 / 모자랑 / 엔진대왕 / 원자대왕
- 미래전사 그레이트 건더 (SBS) - 회장
- 미키의 클럽 하우스 (KBS) - 구피
- 별나라 손오공 (KBS) - 저팔계
- 베르사이유의 장미 (비디오) - 베르나르
- 보안관 삼총사 (KBS)
- 백수왕 고라이온 (비디오) - 라이블(코란)
- 붉은광탄 질리온 (투니버스) - 코프 대장
- 사이버탐험대 쟈니퀘스트 (KBS)
- 슈퍼맨 (SBS) - 루토어
- 스타게이트 (EBS) - 보너 소령
- 스페이스 힙합덕 (KBS) - 산타
- 아마게돈 (KBS)
- 아벨 탐험대 (KBS) - 모코모코
- 영혼기병 라젠카 (MBC) - 막스
- 요괴인간 (애니맥스) - 벰 / 경찰부장 / 신사요괴
- 요랑아 요랑아 (KBS) - 프랑케슈타인
- 원피스 (KBS) - 크로커스 / 이가람(Mr.8) / 점술사
- 은발의 아기토 (애니박스) - 하잔
- 이겨라 승리호 (SBS) - 승리호
- 인형 보물섬 (KBS)
- 재키찬 어드벤처 (KBS) - 아우구스투
- 채채퐁 김치퐁 (KBS) - 두꺼붕가
- 캡틴 테일러 (투니버스) - 윙크
- 타이거마스크 (KBS)
- 폭소 자동차 경주 (투니버스) - 아나운서
- 하우스 오브 마우스 (KBS) - 구피 / 마이크

### 극장용 애니메이션
- 라따뚜이 - 프란시스
- 디즈니 삼총사 - 구피 / 악당
- 미키의 크리스마스 선물 - 구피 / 엘프
- 올리버와 친구들 - 프란시스
- 붉은매 - 서봉
- 신밧드: 7대양의 전설 (KBS) - 다이마스
- 곰돌이 푸 오리지널 클래식 / 티거 무비 / 곰돌이 푸 2011 - 해설
- 공룡, 타임머신을 타다 (KBS) - 세츠 선장
- 카 1/2/3 - 맥
- 101마리 강아지 - 신부 / 대니
- 뮬란 - 샹의 아버지
- 마계도시 - 레비라 / 유리 아버지
- 무적로봇 레디우스 - 사이저
- 왕후 심청 - 화주승
- 마지막 유니콘 (SBS)
- 화성특공대 (KBS)

### 특촬물
- 무적 파워레인저 (KBS) - 조던
- 파워레인저 루팡포스 VS 패트롤포스 (대원방송) - 김집사

### 외화

#### 전담 배우
- 율 브리너
  - 왕과 나 (KBS) - 왕
  - 십계 (KBS) - 람세스
  - 아나스타시아 (KBS) - 부닌 장군
  - 황야의 7인 (KBS) - 크리스 애덤스
  - 웨스트 월드 (KBS) - 로버트 건슬린거
  - 아디오스 사바타 (KBS) - 사바타
- 존 보이트
  - 모스트 원티드 (KBS) - 그랜드 케이시
  - 아나콘다 (KBS) - 샤론
  - 에너미 오브 스테이트 (KBS) - 레이놀즈

#### 드라마
- 전쟁과 추억(KBS) - 빅터 헨리(로버트 미첨)
- 탐정 스펜서(KBS) - 호크(에이버리 브룩스)
- 닥터후(KBS) - 제프리 노블 (하워드 앳필드)
- 대지진 10.5 (KBS) - 대통령 (보 브리지스)
- 데미지 (KBS) - 홀리스 나이 (필립 보스코)
- 로마 (SBS) - 폼페이우스 (케네스 크랜햄)
- 로스트 (KBS) - 존 로크 (테리 오퀸) / 찰스 위드모어 (앨런 데일)
- 리벤지 (KBS) - 할아버지 (윌리엄 드베인)
- 미티어 (KBS) - 크로우 보안관 (스테이시 키치)
- 삼국지 (KBS) - 장소
- 슈퍼 볼케이노 (KBS) - 장관 (케빈 맥널티)
- 신드바드 (KBS) - 에미르 (이골 나오르)
- 어글리 베티 (KBS) - 브래드 퍼드 (앨런 데일)
- 이소룡 전기 (SBS) - 엽문 사부 (우승혜)
- 천재소년 두기 (KBS) - 데이빗 (제임스 시킹)
- V (KBS) - 네이던 베이츠
- 네버엔딩 스토리 (KBS)
- A 특공대 (KBS) - BA (가운데 머리카락만 있던 미스터T)

#### 영화
- 스타워즈 에피소드 2: 클론의 습격 (KBS) - 두쿠 백작 (크리스토퍼 리) / 콰이곤 (리암 니슨)
- 공포의 비행 (KBS)
- 길버트 그레이프 (KBS) - 켄 카버 (케빈 타이게)
- 러브 스토리 (81년 더빙판/KBS) - 올리버 (라이언 오닐)
- 러브 스토리 (97년 더빙판/KBS) - 올리버의 아버지 (레이 밀랜드)
- 마우스 헌트 (SBS) - 팔코 (모리 체이킨)
- 매드 맥스 2 (KBS) - 해설 (해롤드 베이젠트)
- 모범시민 (KBS) - 검사장 (브루스 맥길)
- 실버라도 (KBS) - 말 (대니 글로버)
- 백야 (KBS) - 차이코 (예지 스콜리모프스키)
- 스테이트 오브 플레이 (KBS) - 진 스타비츠 (배리 샤바가 헨리)
- 스파이 게임 (KBS) - 트로이 폴저 (래리 브리그먼)
- 어바웃 슈미트 (KBS) - 래리 허츨 (하워드 헤스먼)
- 에이 아이 (KBS) - 만물박사 (로빈 윌리엄스) / 해설 (벤 킹슬리)
- 오션스 일레븐 (SBS) - 사울 브룸 (칼 라이너)
  - 오션스 트웰브 (SBS) - 사울 브룸 (칼 라이너)
- 오프사이드 (KBS)
- 운명의 덩크슛 (KBS)
- 윈스턴 처칠의 폭풍전야 (KBS) - 데스몬드 모튼 (짐 브로드벤트)
- 은밀한 거래 (KBS) - 엔디언 (휴 밀라이스)
- 은하수를 여행하는 히치하이커를 위한 안내서 (KBS) - 에디 (토머스 레넌)
- 자유로운 세계 (KBS) - 제프 (콜린 코플린)
- 제5원소 (SBS) - 린드버그 대통령 (토미 타이니 리스터)
- 챈스 일병의 귀환 (KBS) - 장의사 (가이 보이드)
- 코드 46 (KBS) - 백랜드(옴 푸리)
- 파워 오브 원 (KBS) - 기엘 피트 (모건 프리먼)
- 파코와 오초 (KBS)
- 포트리스 (KBS)
- 800 블렛 (SBS) - 훌리안 (산초 가르시아)
- 신의 손 (KBS) - 알프레드 블레이락 박사 (앨런 릭먼)
- 에스토마고 (KBS) - 지보바니 (카를로 브리아니)
- 코쿤 (SBS) - 월터 (브라이언 데너히)
- 유령 작가 (KBS) - 리처드 라이카트 (로버트 퍼프)
- 해리포터와 마법사의 돌 (SBS) - 마법의 분류 모자 (레슬리 필립스) / 플리트윅 교수 (워릭 데이비스)
- 해리포터와 비밀의 방 (SBS) - 코넬리우스 (로버트 하디)
- 터미네이터 3 (SBS) - 피터 실버먼 (얼 보엔)
- 나 홀로 집에 (SBS) - 프랭크 (게리 버먼)
- 러브 레터 (SBS) - 여자 이츠키의 할아버지 (시노하라 가쓰유키)
- 아마게돈 (SBS) - 척 대령 (윌 패튼)
- 스위트 노벰버 (SBS) - 돈 왓슨 (L. 피터 캘런더)
- 블레이드 3 (SBS) - 휘슬러 (크리스 크리스토퍼슨)
- 레이싱 스트라이프스 (SBS) - 트렌튼(종마) (프레드 돌턴 톰슨)
- 더티 댄싱 (SBS) - 맥스 (잭 웨스턴)
- 남과 여: 20년 후 (SBS) - 샤를로 (샤를 제라르)
- 콘택트 (SBS) - 데이비드 드럼린 (톰 스커릿)
- 인조인간 오토매틱 (SBS) - 레이 (드나스 랍스콤)
- 스페이스 카우보이 (SBS) - 호크 호킨스 (토미 리 존스)
- 그렘린 (SBS) - 빌리 아빠 (호이트 액턴) / 해설 / TV 목소리
- 쿼바디스 (SBS) - 네로 황제
- 배트맨 (SBS) - 국장(팻 힝글) / 의사(스티브 플라이터스)
- 사보타지 (SBS) - 톨랜더 (그레이엄 그린)
- 워터월드 (SBS) - 디컨 (데니스 호퍼)
- 닌자 거북이 3 (SBS) - 스플린터
- 헌팅 파티 (KBS) - 프랭클린 (제임스 브롤린) / 폭스의 동료 (브랑코 스밀야니치)
- 다크 블루 올모스트 블랙 (KBS) - 안드레 (엑토르 콜로메) / 호르헤 아버지
- 8인: 최후의 결사단 (KBS) - 이옥당 (왕학기)
- 클루트 (KBS) - 피터 케이블 (찰스 시오피)
- 써머스비 (KBS) - 판사 (제임스 얼 존스)
- 더티 해리 (KBS) - 경찰서장 (존 베논)
- 챔프 (KBS) - 재키 감독 (잭 워든)
- 탑건 (KBS) - 스팅어 (제임스 돌칸)
- 늑대의 제국 (KBS) - 애커먼 박사
- K-19: 위도우메이커 (KBS) - 마샬 젤렌초프 (조스 애클랜드)
- 포스트 임팩트 (KBS) - 워터스 (나이절 베넷)
- 스트리트 파이터 (KBS) - 바이스 (라울 훌리아)
- 자칼 (KBS) - 프레스톤 (시드니 포이티어)
- 102마리 달마시안 (KBS) - 판사
- 의뢰인 (KBS) - 쟈니
- 좋은 친구들 (KBS) - 폴리 / 헨리의 아버지 (보 스타)
- 속 황야의 7인 (TBC/동양방송) - 크리스 (조지 케네디)
- 책상 서랍 속의 동화 (KBS) - 방송국장(우원루)
- 마이 러브 (KBS) - 아말리오 (알바로 드 루나)
- 애널라이즈 댓 (SBS) - 리처드 채핀 판사(존 핀)
- 세컨드 와이프 (SBS) - 오메로
- 마크 오브 엔젤 (KBS) - 엘자 아버지
- 나이트 플라이트 (SBS) - 찰스 키프 장관 (잭 스칼리아)
- 그레이시 스토리 (KBS) - 콜라산티 (존 도먼)
- 카운터피터 (KBS) - 한
- 비투스 (KBS) - 사장
- 하루, 48시간 (KBS) - 아르노 (이브 자크)
- 폴리스 아카데미 6 (KBS) - 시장
- 마니 (KBS) - 워드 부장 (S. 존 로너)
- 인공지능 하우스 (KBS) - 사랑(폴 링케)
- 사랑의 추억 (KBS) - 쟝 (브루노 크레메)
- 사소한 이야기들 (KBS) - 후스토
- 데블스 오운 (SBS) - 피츠사이먼스 (조지 헌)
- 거장의 장례식 (KBS) - 토니 (폴 마주르스키)
- 사막의 보석 (KBS) - 장군
- 사이더 하우스 (KBS) - 로즈 씨 (델로이 린도)
- 로보캅 2 (MBC) - 로보캅 (피터 웰러)
- 왕의 춤 (KBS) - 콩티 (이드비히 스테판)
- 멜 깁슨의 영원한 사랑 (SBS) - 해리 (조지 웬드)
- 007 다이아몬드는 영원히 (KBS) - 브로펠드 (찰스 그레이)
- 007 네버 다이 (KBS) - 엘리엇 카버 (조너선 프라이스)
- 화이트 도그 (KBS) - 키스
- 최후의 전사 (KBS) - 카슨
- 승리의 탈출 (SBS) - 존 콜비 (마이클 케인)
- 음모자 (KBS) - 레버디 존슨 (톰 윌킨슨)
- 티파니에서 아침을 (KBS) - 폴 (조지 페퍼드)
- 제5원소 (KBS) - 코넬리우스 신부 (이언 홈)
- 시스터 액트 (KBS) - 오하라 주교 (조지프 마허)
- 에일리언 4 (KBS) - 제레즈 (댄 헤다야)
- 정무문 (KBS) - 요시다(풍의)
- 나의 사랑 나의 기사 (KBS)
- 쓰나미 (SBS)
- 애스트로넛 (SBS)
- 큐브 2 (SBS) - 맥과이어 (브루스 그레이) / 장군 (필립 아킨)
- 거북이도 난다 (SBS) - 마을 이장
- 맬리스 (SBS)
- 엘 시드 (KBS) - 가르시아 오르도네즈 (라프 발로네)
- 콜래트럴 데미지 (SBS) - 국무 차관 (메디슨 메이슨)
- 꿈꾸는 아프리카 (SBS)
- 휴먼 스테인 (SBS) - 키블 (론 캐나다)
- 디오스 (SBS) - 서장(에밀리오 구띠에레스 까바)
- 배틀필드 (SBS)
- 이퀼리브리엄 (SBS) - 증거 관리원 (데이빗 바라쉬)/ 도서실 책임자(브라이언 콘리)
- 웨딩플래너 (SBS)
- 이레이저 (SBS) - 토니(조 비터렐리) / 로드리게즈 신부(이스마엘 '이스트' 카를로)
- 시티 홀 (SBS)
- 터미널 (KBS) - 실책 (에디 존스)
- 트레이닝 데이 (SBS) - 더그 로셀리 (해리스 율린)
- 볼 폰 (KBS)
- 천방지축 (KBS)
- 아마데우스 (KBS) - 황제 요제프 2세 (제프리 존스)
- 하이랜더 (KBS)
- 셰인 (KBS)
- 사하라 (KBS) - 프랭크 (글린 터먼)
- 뷰티풀 마인드 (KBS) - 대학 교수 (저드 허슈)
- 디스터번스 (KBS)
- 화소도 (KBS)
- 택시 3 (KBS)
- 시암 선셋 (KBS)
- 골든 게이트 (KBS)
- 호커스 포커스 (KBS)
- 스팅 (KBS)
- 미로 (KBS) - 서장
- 007 문레이커 (KBS)
- 늑대의 후예들 (KBS) - 라퐁 주지사 (베르나르 파시)
- 누구를 위하여 종은 울리나 (KBS) - 페르난도 (포투니오 보나노바)
- 유니버설 솔져 (KBS) - 우드워드 (레온 리피)
- 마지막 보이스카웃 (SBS) - 벤자민 베살로 반장 (조 산토스)
- 진실의 두 얼굴 (SBS)
- 어니스트의 크리스마스 (KBS)
- 최고의 파트너 (KBS)
- 유브 갓 메일 (KBS) - 조의 할아버지 (존 랜돌프)
- 머니 핏 (KBS) - 월터의 아버지(더글라스 왓슨) / 브레드(카민 카리디)
- 의혹 (KBS) - 리틀(폴 윈필드) / 케널리(매디슨 아놀드)
- 첫 키스만 50번째 (KBS) - 마틴 (블레이크 클라크)
- 졸업 (KBS)
- 어글리 우먼 (SBS)
- 위험한 도박 (KBS)
- 헬레이저 5 (KBS) - 그레고리 박사
- 에일리언 3 (KBS)
- 초대받지 않은 손님 (KBS) - 존 (시드니 포이티어)
- 네모 선장과 여인들 (KBS) - 네모 선장(허버트 롬)
- 라스트 택시 (KBS) - 베크 반장 (로널드 니츠키)
- 배트맨 포에버 (SBS) - 고든 (팻 힝글)
- 코난 (KBS)
- 25시의 추적 (KBS) - 스텐톤 (시드니 포이티어)
- 슈퍼맨 (KBS) - 조엘 (말론 브란도)
- 콘 에어 (SBS) - 국장(존 로셀리우스)
- 우정있는 설복 (KBS) - 샘 (로버트 미들턴)
- 러시아워 (SBS) - 경찰 서장 (필립 베이커 홀)
- 인생은 아름다워 (KBS) -  장학사 (프랑체스코 메스콜리)
- 달려라 마야 (KBS) - 감무 (파이디 자이라즈)
- 늑대와 춤을 (KBS) - 돌 송아지 (지미 허만)
- SAS 특공대 (KBS) - 라이언(노먼 로드웨이)
- 스트라이킹 디스턴스 (KBS) - 빈스 하디(존 머호니)
- 천국의 열쇠 (KBS) - 윌리(토마스 미첼)
- 스파이 대소동 (KBS) - 키즈(윌리엄 프린스)
- 특공대작전 (KBS) - 매거트(텔리 사바라스)
- 에이스 벤츄라 (SBS)

### 라디오 드라마
라디오 독서실 (KBS 2라디오)
- 2001.08.26 정을병 <두 아버지의 빈자리> (이동진)
- 2001.09.30 이채형 <먼산 속에서> (나 / 해설)
- 2002.05.12 하성란 <파리> (해설)
- 2002.09.08 한승원 <물보라> (해설)
- 2003.04.20 문화영 <선(仙)> (이진사)

KBS 무대 (KBS 한민족 방송)
- 2000.10.22 사랑하는 사람들 (이박사)
- 2001.06.17 메시아의 왕국 (원고의 변호사)
- 2004.02.01 노스텔지어 (삼촌)
- 2004.04.25 누렁소 복만이 (성진)
- 2004.12.05 돌아온 아이들 (충민)
- 2005.01.30 잃어버린 생일 (아버지)
- 2005.04.10 사랑에게 묻는다 (김현식)
- 2005.05.01 아빠의 노래 (아버지)
- 2005.06.18 가족, 2005년 여름 (김씨)
- 2006.06.17 꿈결 같은 사랑 (만석)
- 2006.12.23 그 하늘, 그강가에서 (민회장)
- 2007.03.03 고모 (고모부)
- 2007.11.10 마지막 계절 (원장)
- 2010.07.31 비온 뒤 맑음 (인수)
- 2010.09.25 아버지의 선물 (허선생)
- 2010.11.20 내 친구 김 부장, 김씨 아저씨 (주인)
- 2011.01.22 낙엽 주의보 (윤도진)
- 2011.05.28 할아버지의 피아노 (이현덕)
- 2013.11.09 오래된 인연 (나근호)

### 방송
- 부부클리닉 사랑과 전쟁 (KBS)
- 세계가 보는 한반도 통일 2부 (KBS) - 미하일 고르바초프 전 소련 공산당 서기장
- 히틀러의 야망 (NGC) - 해설

### 광고
- 체어맨 (쌍용자동차)

### 게임
- 슬라이쿠퍼 1~3 - 머레이